# Rafael Sánchez-Navarro
Rafael Sánchez-Navarro (Cidade do México, 11 de junho de 1958) é um ator mexicano.

## Filmografia

### Televisão
- Guardía-García (2018) .... Alfonso Guardía
- Enemigo íntimo (2018) .... Leopoldo Borges
- La doña (2016-2017) .... Jaime Aguirre
- La candidata (2016) .... Alonso San Román Suárez[2]
- La doña (2016) ..... Jaime Aguirre
- Siempre tuya Alcapuco (2014) .... Armando
- Vivir a destiempo (2013) .... Martín Campos[3]
- Los Rey (2012) .... Atilio Herrán
- Emperatriz (2011) .... Manuel León
- Pobre diabla (2009) .... Horacio Rodríguez
- Tengo todo excepto a ti (2008) .... Ernesto Robles
- Ángel, las alas del amor (2006) .... Fernando Blanco
- Dos chicos de cuidado en la ciudad (2003) .... Felipe
- El amor de mi vida (1998) .... Miguel Ángel Castañeda
- La chacala (1998) .... Joaquín García
- Te dejaré de amar (1996) .... Juan Santos Elizalde
- Volver a empezar (1994) .... Santiago Ugalde
- Valentina (1993) .... Renato Saldívar
- Milagro y magia (1991) .... Carlos Andrade
- Lo blanco y lo negro (1989) .... Roberto Olmedo
- El pecado de Oyuki (1988) .... Orson
- El engaño (1986) .... Rodrigo
- Juana Iris (1985) .... Cristóbal
- Mañana es primavera (1983) .... Eduardo
- Bodas de odio (1983) .... Dimitrio Mendoza
- Por amor (1982) .... Sergio Antonio
- Secreto de confesión (1980) .... Gustavo
- Mamá Campanita (1979)

### Cinema
- Cabeza de Buda (2000)
- Arráncame la vida (2008)
- Niñas mal (2007)
- Dame tu cuerpo (2003)
- Escalera al cielo (2002)
- Seres humanos (2001)
- Corazones rotos (2001)
- Crimen perfecto (1995)
- Cerca del cielo (1994)
- Peor es nada (1994)
- Matrimonio y mortaja (1994)
- La oreja de Van Gogh (1993)
- Drama de noche (1993)
- El teatro del horror (1991)
- El costo de la vida (1989)
- Cita con la muerte (1989)
- Blood Screams (1988)
- Líneas cruzadas (1987)
- El otro (1986)
- Va de Nuez (1986)
- Las plumas del pavorreal (1986)
- Cazador de demonios (1983)
- Agustín Lara; solamente una vez (1986)
- Cuarteto para el fin del tiempo (1983)
- D.F. (1980)

### Teatro
- Algo de verdad
- Los Lobos
- Arte
- Modigliani
- Aquel tiempo de campeones
- Amadeus
- El hombre elefante
- Como ser una buena madre judía

## Prêmios e indicações

### Ariel
| Ano  | Categoria   | Filme   | Resultado |
| ---- | ----------- | ------- | --------- |
| 1985 | Melhor ator | El otro | Nominado  |

### TVyNovelas
| Ano  | Categoria               | Telenovela          | Resultado |
| ---- | ----------------------- | ------------------- | --------- |
| 1995 | Melhor ator antagonista | Volver a empezar    | Indicado  |
| 1983 | Revelação masculina     | Mañana es primavera | Venceu    |